# بریستول-بورنی سیپلینز
بریستول-بورنی سیپلینز (به انگلیسی: Bristol-Burney seaplanes) یک هواگرد ساختِ کارخانهٔ بریستول ایروپلین در کشور بریتانیا است . 